# Grande Prêmio da Grã-Bretanha de 1974

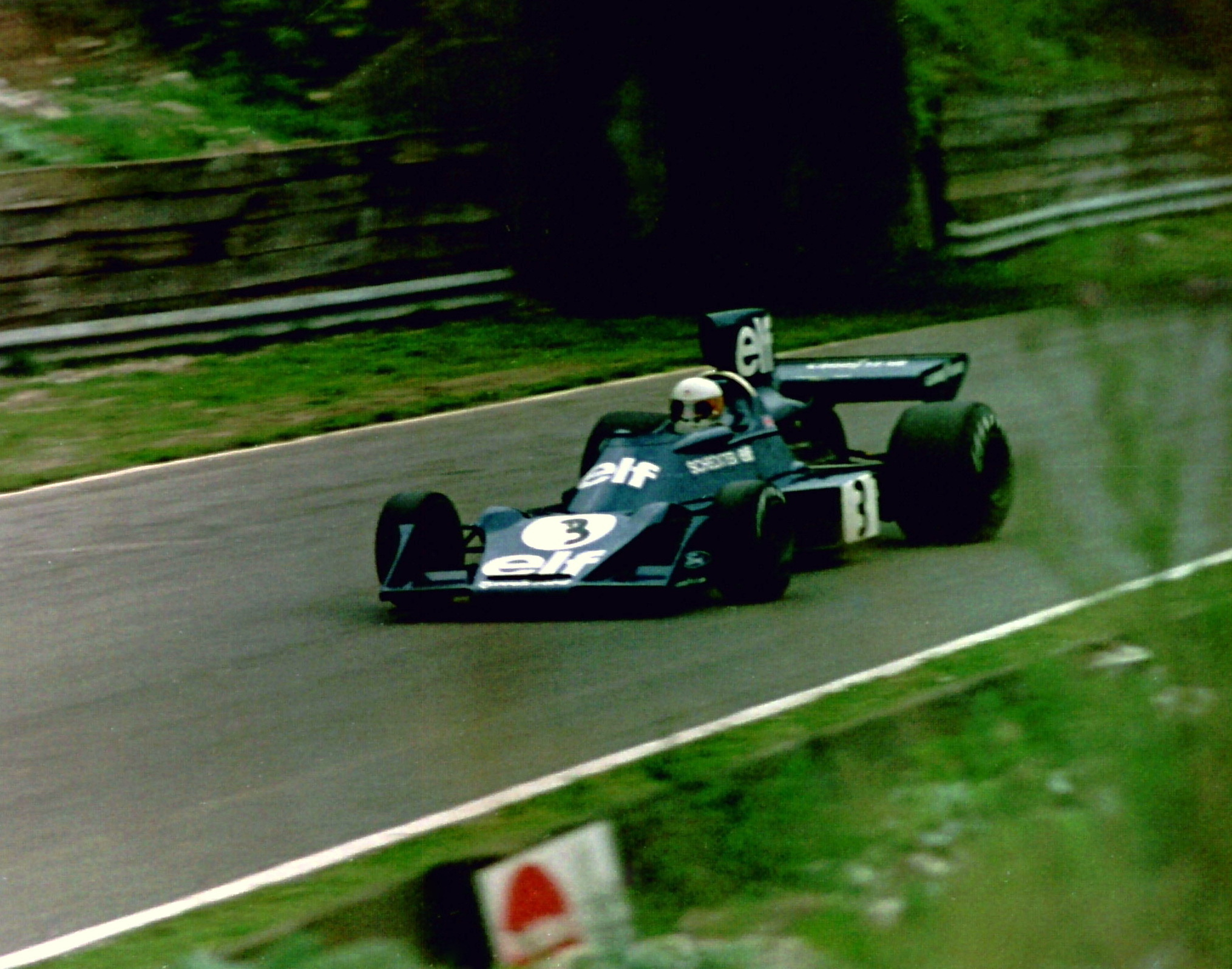
Jody Scheckter venceu o GP com a Tyrrell.

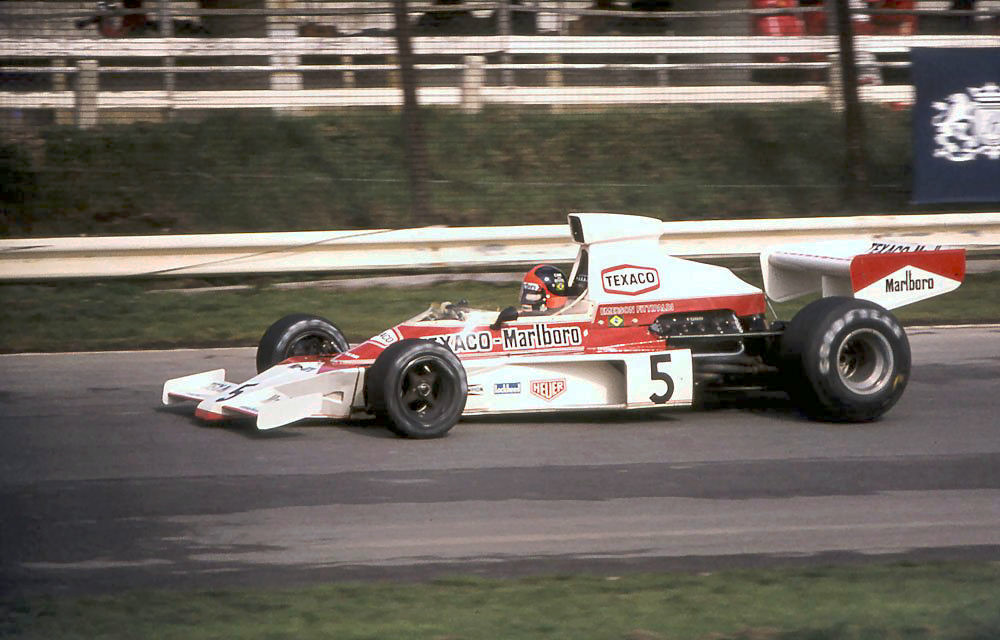
Emerson Fittipaldi foi o segundo com a McLaren.

Resultados do Grande Prêmio da Grã-Bretanha de Fórmula 1 realizado em Brands Hatch em 20 de julho de 1974. Décima etapa da temporada, teve como vencedor o sul-africano Jody Scheckter, da Tyrrell-Ford.

## Resumo
Emerson Fittipaldi saiu de Brands Hatch na vice-liderança do campeonato com 37 pontos contra os 38 de Niki Lauda. O austríaco completou apenas 73 voltas e terminou em nono lugar, mas alegando que seu piloto fora vítima de  um "bloqueio indevido" causado por funcionários da pista e carros de serviço impedindo sua saída do pit lane depois de trocar os pneus, a Ferrari interpôs um recurso que, julgado pela FIA às vésperas do Grande Prêmio do Canadá, emitiu um veredicto onde o austríaco foi alçado à quinta posição na etapa britânica e assim elevou seu escore para 38 pontos. A rigor tal decisão foi inócua, pois Lauda não pontuou no restante do ano e terminou o campeonato em quarto lugar.

## Classificação da prova
| Pos. | Nº  | Piloto               | Construtor        | Voltas | Tempo/Diferença        | Grid | Pontos |
| ---- | --- | -------------------- | ----------------- | ------ | ---------------------- | ---- | ------ |
| 1    | 3   | Jody Scheckter       | Tyrrell-Ford      | 75     | 1:43:02.2              | 3    | 9      |
| 2    | 5   | Emerson Fittipaldi   | McLaren-Ford      | 75     | + 15.3                 | 8    | 6      |
| 3    | 2   | Jacky Ickx           | Lotus-Ford        | 75     | + 1:01.5               | 12   | 4      |
| 4    | 11  | Clay Regazzoni       | Ferrari           | 75     | + 1:07.2               | 7    | 3      |
| 5    | 12  | Niki Lauda           | Ferrari           | 74     | + 1 volta              | 1    | 2      |
| 6    | 7   | Carlos Reutemann     | Brabham-Ford      | 74     | + 1 volta              | 4    | 1      |
| 7    | 6   | Denny Hulme          | McLaren-Ford      | 74     | + 1 volta              | 19   |        |
| 8    | 16  | Tom Pryce            | Shadow-Ford       | 74     | + 1 volta              | 5    |        |
| 9    | 8   | José Carlos Pace     | Brabham-Ford      | 74     | + 1 volta              | 20   |        |
| 10   | 1   | Ronnie Peterson      | Lotus-Ford        | 73     | + 2 voltas             | 2    |        |
| 11   | 28  | John Watson          | Brabham-Ford      | 73     | + 2 voltas             | 13   |        |
| 12   | 14  | Jean-Pierre Beltoise | BRM               | 72     | + 3 voltas             | 23   |        |
| 13   | 26  | Graham Hill          | Lola-Ford         | 69     | + 6 voltas             | 22   |        |
| 14   | 19  | Jochen Mass          | Surtees-Ford      | 68     | + 7 voltas             | 17   |        |
| Ret  | 15  | Henri Pescarolo      | BRM               | 64     | Motor                  | 24   |        |
| NC   | 37  | François Migault     | BRM               | 62     | + 13 voltas            | 14   |        |
| Ret  | 33  | Mike Hailwood        | McLaren-Ford      | 57     | Spun Off               | 11   |        |
| Ret  | 17  | Jean-Pierre Jarier   | Shadow-Ford       | 45     | Suspensão              | 16   |        |
| Ret  | 9   | Hans-Joachim Stuck   | March-Ford        | 36     | Acidente               | 9    |        |
| Ret  | 4   | Patrick Depailler    | Tyrrell-Ford      | 35     | Motor                  | 10   |        |
| Ret  | 20  | Arturo Merzario      | Iso-Marlboro-Ford | 25     | Motor                  | 15   |        |
| Ret  | 10  | Vittorio Brambilla   | March-Ford        | 17     | Sistema de combustível | 18   |        |
| Ret  | 23  | Tim Schenken         | Trojan-Ford       | 6      | Suspensão              | 25   |        |
| Ret  | 24  | James Hunt           | Hesketh-Ford      | 2      | Suspensão              | 6    |        |
| Ret  | 27  | Peter Gethin         | Lola-Ford         | 0      | Cansaço físico         | 21   |        |
| DNQ  | 42  | David Purley         | Token-Ford        |        |                        |      |        |
| DNQ  | 18  | Derek Bell           | Surtees-Ford      |        |                        |      |        |
| DNQ  | 21  | Tom Belsø            | Iso-Marlboro-Ford |        |                        |      |        |
| DNQ  | 208 | Lella Lombardi       | Brabham-Ford      |        |                        |      |        |
| DNQ  | 22  | Vern Schuppan        | Ensign-Ford       |        |                        |      |        |
| DNQ  | 29  | John Nicholson       | Lyncar-Ford       |        |                        |      |        |
| DNQ  | 25  | Howden Ganley        | Maki-Ford         |        |                        |      |        |
| DNQ  | 35  | Mike Wilds           | March-Ford        |        |                        |      |        |
| DNQ  | 43  | Leo Kinnunen         | Surtees-Ford      |        |                        |      |        |

## Tabela do campeonato após a corrida
| Pos. | Piloto             | Pontos |
| ---- | ------------------ | ------ |
| 1    | Niki Lauda         | 38     |
| 2    | Emerson Fittipaldi | 37     |
| 3    | Jody Scheckter     | 35     |
| 4    | Clay Regazzoni     | 35     |
| 5    | Ronnie Peterson    | 19     |

| Pos. | Construtor   | Pontos  |
| ---- | ------------ | ------- |
| 1    | McLaren-Ford | 49 (51) |
| 2    | Ferrari      | 48      |
| 3    | Tyrrell-Ford | 39      |
| 4    | Lotus-Ford   | 26      |
| 5    | Brabham-Ford | 11      |

- Nota: Somente as primeiras cinco posições estão listadas. Em 1974 os pilotos computariam sete resultados nas oito primeiras corridas do ano e seis nas últimas sete. Neste ponto esclarecemos: na tabela dos construtores figurava somente o melhor colocado dentre os carros do mesmo time.